# Górzyskowo

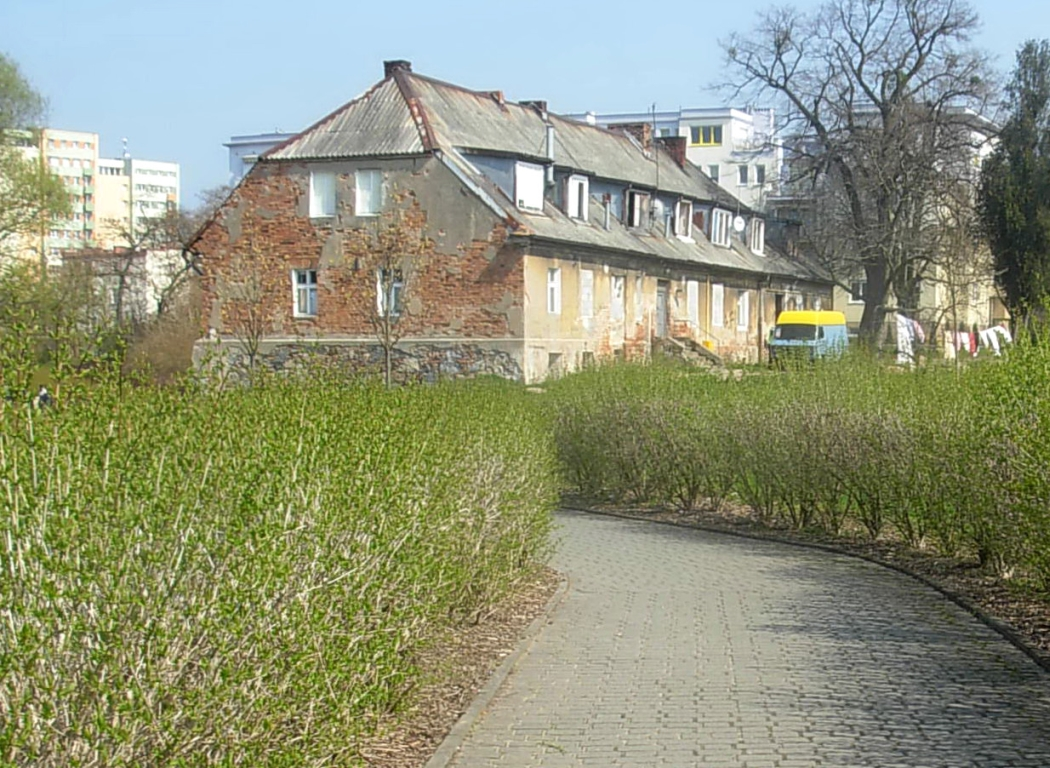
Budynek dawnego folwarku Goryczkowo położony w parku Dolina Pięciu Stawów

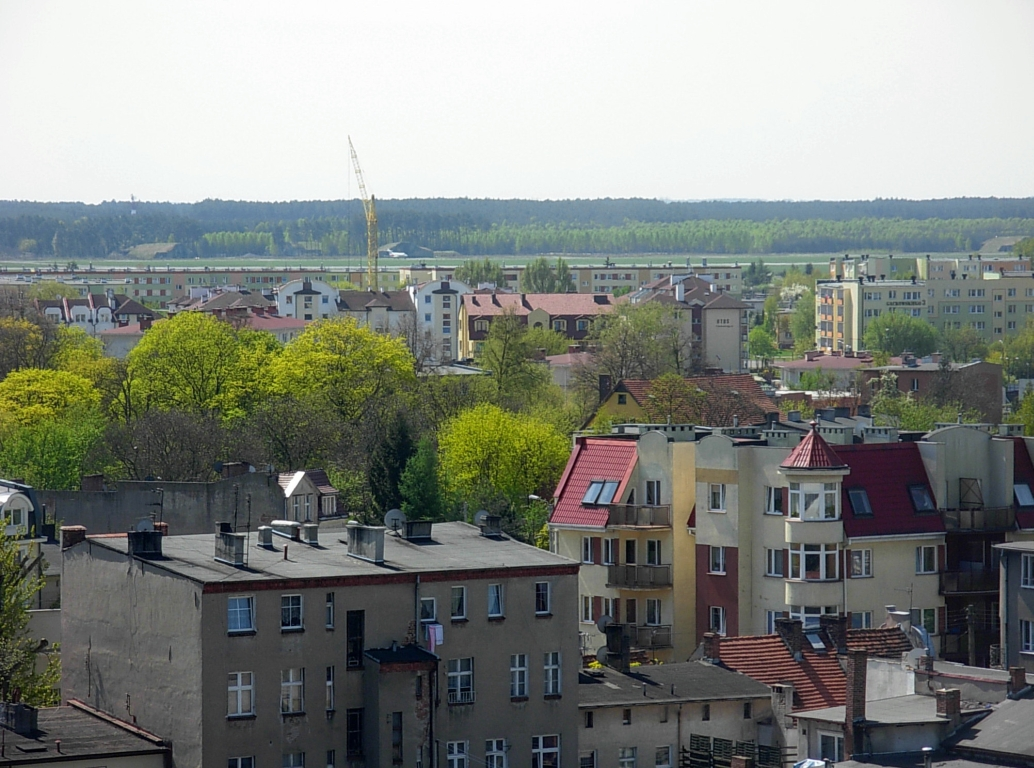
Widok osiedla z wieży ciśnień

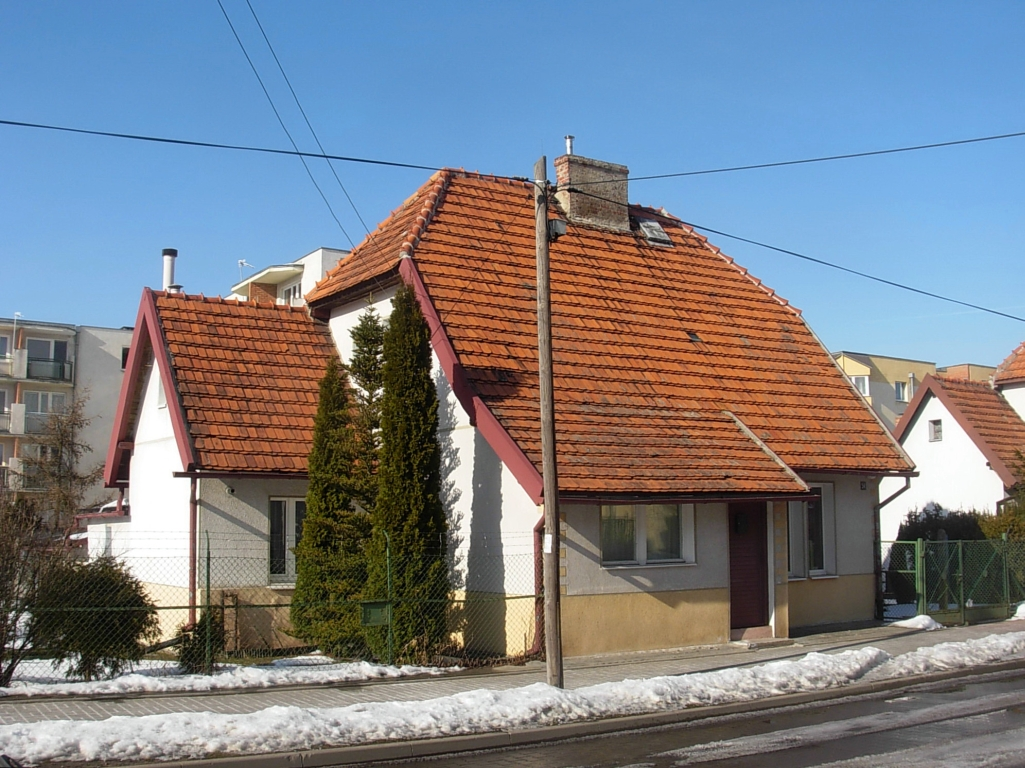
Starsza zabudowa przy ul. Gołębiej

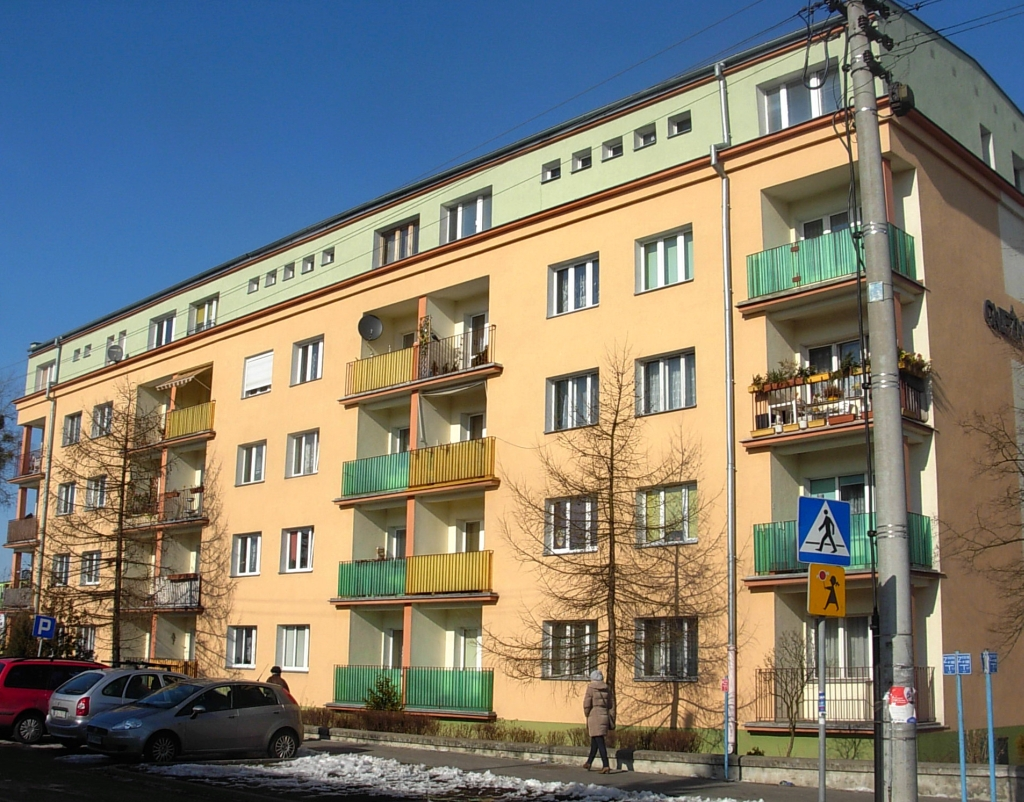
Nadbudowany blok z początku lat 60. XX w. przy ul. Gnieźnieńskiej

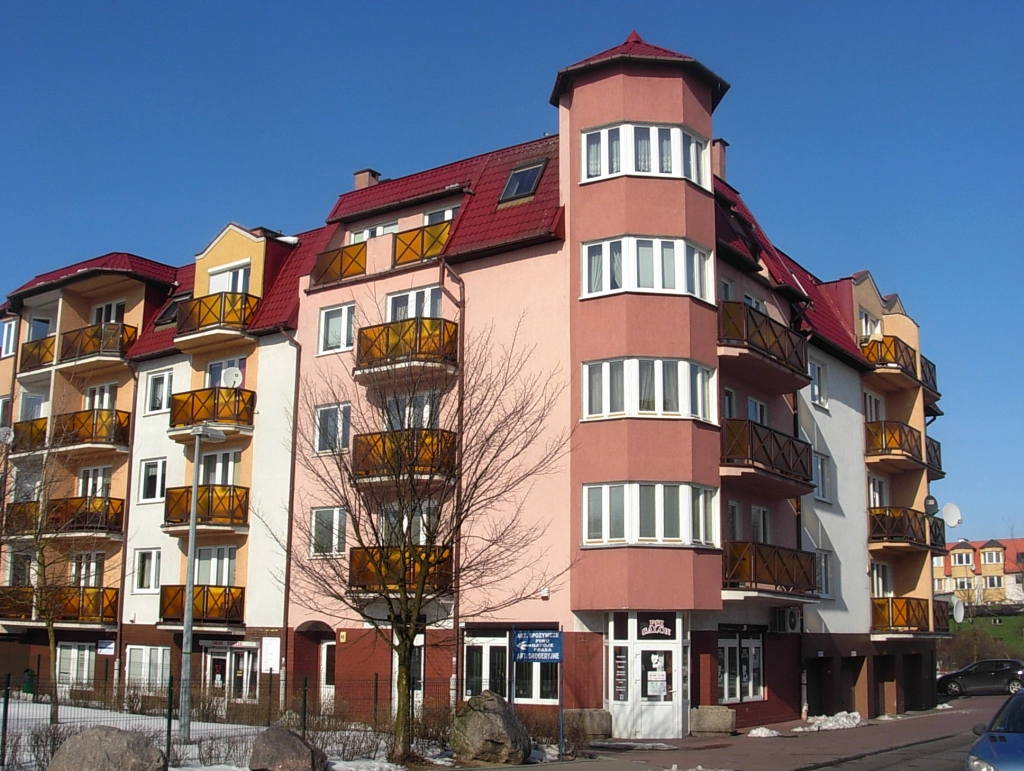
Zabudowa po 2000 r. (ul. Jaskółcza)

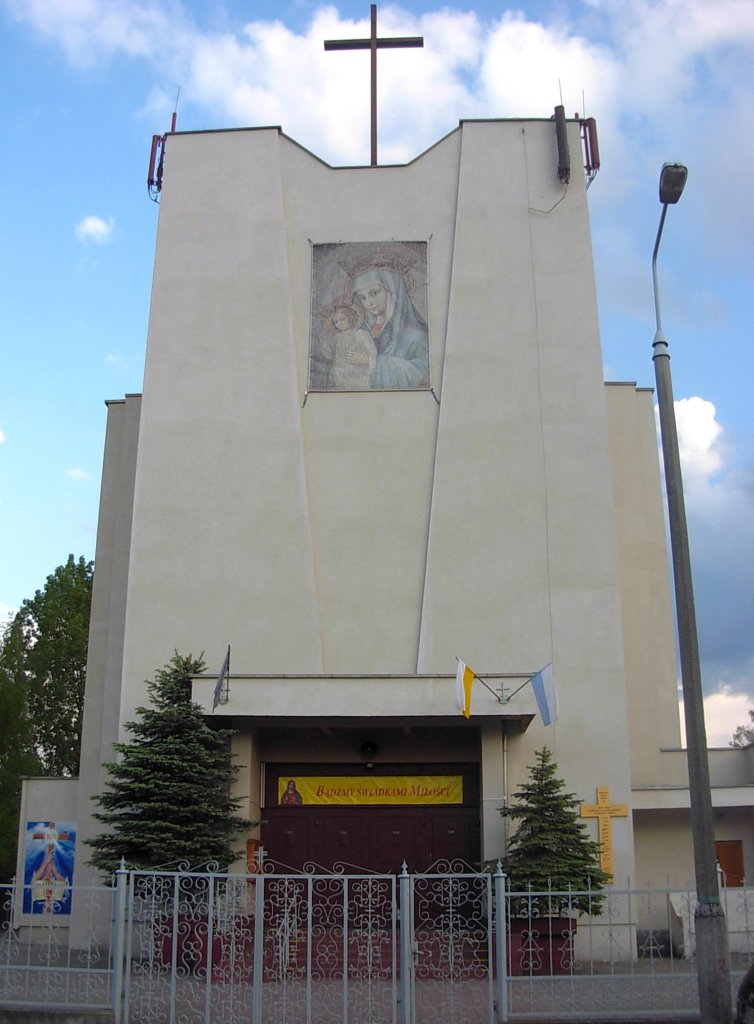
Kościół pw. NMP Matki Kościoła na terenie osiedla Górzyskowo

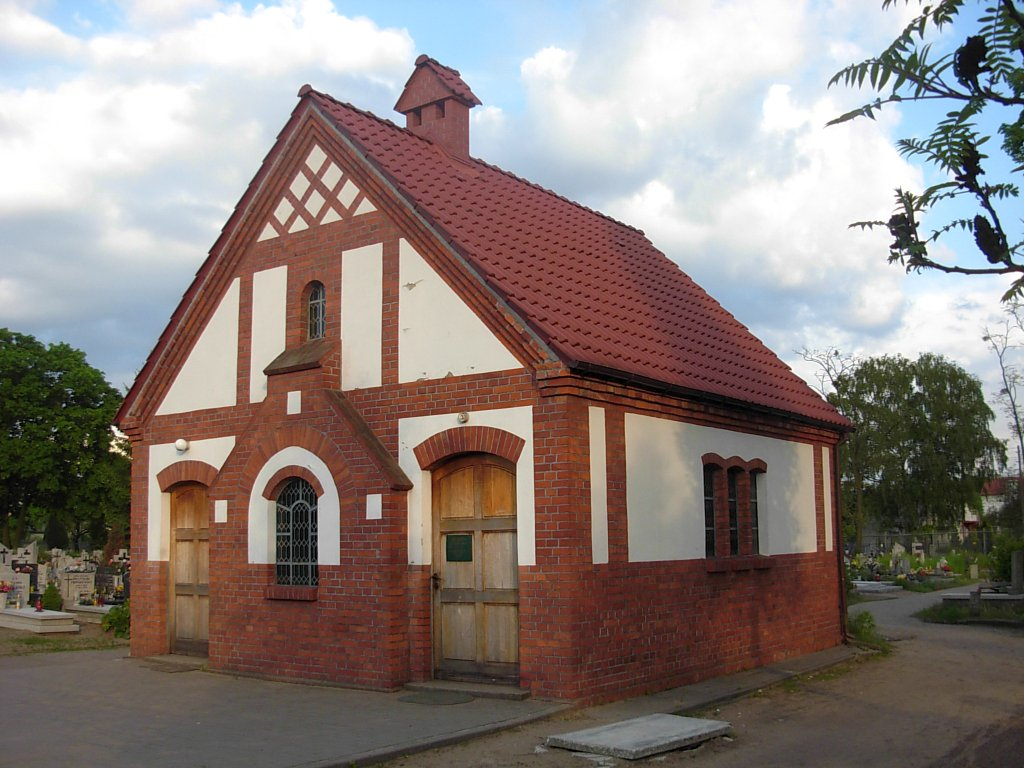
Zabytkowa kaplica na cmentarzu komunalnym przy ul. Kcyńskiej

Górzyskowo (Gorsiskowo - 1789, Gorzyszkowo – 1860, Adlerhorst – 1878) – jednostka urbanistyczna (osiedle) miasta Bydgoszczy, położona w jego południowo-zachodniej części.

## Położenie
Górzyskowo usytuowane jest w południowo-zachodniej części miasta i zaliczane do osiedli tzw. Górnego Tarasu Bydgoszczy. Sąsiaduje od północy z osiedlem Błonie, od wschodu ze Szwederowem, zaś od południa i zachodu z Biedaszkowem i Lotniskiem.
Pod względem fizyczno-geograficznym osiedle leży w obrębie makroregionu Pradolina Toruńsko-Eberswaldzka, w mezoregionie Kotlina Toruńska i mikroregionie Miasto Bydgoszcz Południowe (terasa X ok. 69–70 m n.p.m.).
Historycznie w skład obecnej jednostki urbanistycznej wchodzi północny fragment wcielonej w 1920 r. gminy Biedaszkowo (229 ha) oraz południowo-zachodni fragment gminy Szwederowo (257 ha).

## Charakterystyka
Południową granicą osiedla jest ulica Inowrocławska, wschodnią – ul. ks. Skorupki i Piękna, północną – ul. Szubińska, a zachodnią obrzeża osiedli mieszkaniowych w okolicy ul. Żwirki i Wigury, graniczące z lotniskiem Bydgoszcz-Biedaszkowo.
W zabudowie przeważają nowe budynki wielorodzinne, położone wśród starszej zabudowy, w której dominują domy jednorodzinne z ogrodami. Wśród infrastruktury osiedla znajdują się m.in.: przedszkole, dwie szkoły podstawowe, gimnazjum, kościół rzymskokatolicki, dwa cmentarze. Obrzeżami osiedla przebiegają: droga wojewódzka (ul. Szubińska) i powiatowe (ul. Żwirki i Wigury, ul. ks. Skorupki, ul. Piękna).
Pozostałością folwarku, który dał nazwę osiedlu jest dwór przy ul. Orlej 66 (w stanie ruiny), położony nad trzecim akwenem Doliny Pięciu Stawów.

### Nazwa
Nazwa Goryczkowo pochodzi prawdopodobnie od nazwy rośliny zwanej goryczką lub gorzyczką. Obecna nazwa Górzyskowo nie ma uzasadnienia historycznego i jest przekręconą nazwą pierwotną. Na planach miasta pojawiła się ona w roku 1970.
W okresie przedrozbiorowym osada nazywana była Goryczkowo (1699, 1733, 1745-1760), a później też Gorzyczkowo (1742-1745, 1750, 1751, 1761). W czasie zaboru pruskiego nazwę zniekształcano: Gorisczewo (1780), Korschiskowa (1793), Gorcziskowo (1816), Gorczeskowo (1820), Gorzyckowo (1850), Gorczyskowo (1873), Gorzyskowo (1881). W 1920 r. przywrócono jej pierwotne brzmienie Goryczkowo, ale wraz z rozparcelowaniem majątku nazwa uległa zapomnieniu. Po II wojnie światowej w czasie rozbudowy miasta, nowe osiedle w pobliżu dawnego folwarku otrzymało nazwę Górzyskowo – spolszczoną ze zniekształconej nazwy z XIX wieku, nawiązującej do „górzyska” – wysokiego południowego tarasu pradoliny Wisły.

### Ludność
W 1970 r. Górzyskowo zamieszkiwało 6,5 tys. osób, 20 lat później – 4,7 tys. Począwszy od 1990 r. liczba mieszkańców wzrastała wskutek rozwoju budownictwa mieszkaniowego: w 1998 r. wynosiła 7,0 tys. osób, w 2007 – 8,1 tys., a w 2010 r. – 8,3 tys..

### Zabytki
Jedynym obiektem wpisanym do rejestru zabytków na terenie Górzyskowa jest cmentarz komunalny przy ul. Kcyńskiej, mieszczący m.in. zabytkową kaplicę (1890, nr rej.: A/370/1-2 z 4.09.1993)

### Rekreacja
Na terenie Górzyskowa znajduje się ok. 4 ha zieleni nieurządzonej, natomiast brak terenów zieleni urządzonej. Stan ten jest łagodzony przez bliskość parku w Dolinie Pięciu Stawów, położonego w jednostce Szwederowo, tuż przy granicy Górzyskowa. Mimo bliskości Puszczy Bydgoskiej dostęp do niej jest odcięty przez ogrodzone Lotnisko Bydgoszcz-Biedaszkowo. Rozwój terenów zieleni zawarty w planach urbanistycznych Bydgoszczy zmierza do powołania parku dzielnicowego w rejonie ulicy Kossaka.

## Historia

### Okres staropolski
Osada pod nazwą Goryczkowo, względnie Gorzyczkowo wymieniona została po raz pierwszy w 1699 roku. 4 maja 1733 roku bydgoska rada miejska wystawiła kontrakt olęderski na dzierżawę folwarku Goryczkowo Reginie i Stanisławowi Ruerom. W 1742 r. przynosił on miastu ponad 253 zł dochodu i obok Ciela i Biedaszkowa zaliczał się do najwyżej oczynszowanych folwarków miejskich. Obejmował pola wraz ze stawami w tzw. Dolinie Pięciu Stawów (w 2001 r. przekształconej w park). W XVI-XIX w. ze stawów tych rurami z wydrążonych drewnianych pni była doprowadzana woda do publicznych studni miejskich w Bydgoszczy. W latach 40. i 50. XVIII wieku dzierżawcą folwarku był arendarz Józef Hoftowski.

### Okres zaboru
Spis miejscowości rejencji bydgoskiej z 1833 r. podaje, że we wsi i folwarku Gorzyszkowo mieszkało 510 osób (245 ewangelików, 186 katolików, 79 Żydów) w 65 domach. Według opisu Jana Nepomucena Bobrowicza z 1846 r. wieś Gorzyszkowo należała do majątku Białebłoto należącego do miasta Bydgoszczy. Kolejny spis z 1860 r. podaje, że wieś liczyła 887 mieszkańców (586 ewangelików, 183 katolików, 118 Żydów) w 84 domach. Na miejscu znajdowała się szkoła ewangelicka, natomiast dzieci katolickie uczęszczały do szkoły w Wilczaku Wielkim. Miejscowość należała do parafii katolickiej i ewangelickiej w Bydgoszczy.
Folwark Goryczkowo połączony był z miastem ulicą Orlą. Poniżej stawów urządzono łaźnię, za którą znajdowała się cegielnia. W jej sąsiedztwie od 1864 roku istniała restauracja z ogródkiem zwana Doliną Szwajcarską, czynna do I wojny światowej. W roku 1878 władze niemieckie zmieniły nazwę Goryczkowo na Adlerhorst (od nazwiska Adler, który w pierwszej połowie XIX wieku był właścicielem majątku Goryczkowo), później Szwederowo II. Folwark stopniowo rozparcelowano na działki budowlane, na których wznoszono domy mieszkalne. Według spisu z 1885 r. na terenie Goryczkowa było 677 budynków i 2885 mieszkańców, w tym 996 katolików, 1850 ewangelików i 18 Żydów. Przy ul. Dąbrowskiego w 1839 r. wybudowano szkołę ludową dla Gorzyszkowa, Nowego Dworu, Szwederowa, Biedaszkowa i Bielic.
W 1892 r. przy ul. Kcyńskiej założono cmentarz przeznaczony dla pochówku biedoty, bezdomnych i skazańców różnych wyznań oraz bezwyznaniowców, przemianowany po II wojnie światowej na cmentarz komunalny.
Goryczkowo nie wyodrębniło się w gminę podmiejską. W roku 1893 folwark został połączony ze Szwederowem i wraz z nim 1 kwietnia 1920 roku, włączony w obręb miasta Bydgoszczy.

### Okres międzywojenny
W okresie międzywojnia Górzyskowo było osiedlem ubogim, o zabudowie małomiasteczkowej, czy wręcz wiejskiej. W latach 20. w związku z erygowaniem na Szwederowie parafii Matki Boskiej Nieustającej Pomocy, jej proboszcz ks. Jan Konopczyński założył przy ul. Kossaka cmentarz parafialny oraz doprowadził do wybrukowania położonej obok niego drogi. W latach 30. na terenie Górzyskowa znajdowały się trzy cmentarze: gminny przy ul. Kcyńskiej, parafialny MBNP oraz ewangelicki przy ul. Szubińskiej (obecnie nieistniejący). Poza tym działała Lecznica Miejska z oddziałem epidemicznym.
W roku 1930 powstał kompleks dziewięciu budynków wzdłuż ulicy Żwirki i Wigury, którego projektantem był Bogdan Raczkowski.

### Okres powojenny
Po 1956 r. w wyniku przeglądu terenów leżących w obrębie obszaru zainwestowania miejskiego, uzbrojonych bądź łatwych do uzbrojenia, Prezydium Miejskiej Rady Narodowej wyłoniło tereny na Górzyskowie nadające się pod zabudowę mieszkaniową.
W pierwszej połowie lat 60. zrealizowano zespół zabudowy przy ul. Szubińskiej-Żwirki i Wigury, złożony z kilku budynków, oparty na projektach z katalogu budynków typowych. Oprócz budownictwa wielorodzinnego rozwijało się także budownictwo indywidualne. Nowe budynki powstały m.in. przy ul. Gnieźnieńskiej. W 1955 r. oddano do użytku szkołę podstawową przy ul. Kcyńskiej (obecnie ZS nr 14), natomiast w 1966 r. – Szkołę Podstawową nr 61 przy ul. Kruczej (obecnie ZS nr 32), z okazji zakończenia obchodów Tysiąclecia Państwa Polskiego i Roku Bydgoskiego.
W 1964 w planie ogólnym przestrzennego zagospodarowania Bydgoszczy wyodrębniono nowe jednostki urbanistyczne, wśród których znalazło się Górzyskowo utworzone z fragmentów przedwojennych gmin: Szwederowo i Biedaszkowo.
W latach 70. zaprojektowano ośrodek sportowy na Górzyskowie w rejonie ul. Kossaka i ul. Żwirki i Wigury, który służyć miał głównie mieszkańcom pobliskiego Błonia. Jego pojemność wynosić miała 5 tys. osób. Obok stadionu z bieżnią i hali sportowej zaprojektowanej przez Wojciecha Zabłockiego, planowano baseny: kryty, otwarty oraz brodzik dla dzieci. Ostatecznie wykonano jedynie basen otwarty, który zamknięto po 2000 r. Ze stadionu korzystać miała drużyna piłkarska Budowlanego Klubu Sportowego, która w 1977 roku awansowała do piłkarskiej II ligi. W związku z tym na terenie o powierzchni 11 hektarów przy ulicy Żwirki i Wigury rozpoczęto pierwsze prace nad budową obiektu na kilkanaście tysięcy miejsc. Piłkarze po jednym sezonie spadli jednak do niższej ligi, a budowa nowego stadionu zakończyła się na usypaniu wałów ziemnych. Płyta boiska jeszcze do końca lat 90. była użytkowana przez drużynę seniorów, a boiska treningowe wykorzystywane były przez dzieci w czasie turniejów szkolnych. Łącznie funkcjonowały 4 boiska: główne, dwa równoległe do Żwirki i Wigury i jedno za obiektem głównym.
Na przełomie XX i XXI wieku BKS sprzedał teren boiska o pow. ponad 6 ha pod budownictwo mieszkaniowe, jednak prace nad rozbiórką nasypu trybun rozpoczęto dopiero w 2019. W lipcu 2020 na obszarze 5 ha rozpoczęto tu budowę osiedla Podniebne Ogrody; pierwsze trzy budynki powstały do 2022. Część dawnego kompleksu sportowego stanowi rezerwę pod park dzielnicowy.
Do końca okresu PRL, mimo istniejących na Górzyskowie rezerw terenu, nie rozpoczęto realizacji dużych osiedli mieszkaniowych. W latach 60. i latach 80. powstawały natomiast w sąsiedztwie kompleksy urbanistyczne: Błonie i Szwederowo Południe. Dopiero po 1990 r. gdy dokuczliwy stał się fakt zagęszczenia zabudowy w centralnych rejonach miasta, zaś dostępne tereny znajdowały się na peryferiach (Osowa Góra, Fordon), dostrzeżono zalety Górzyskowa, położonego blisko centrum miasta, tras komunikacji masowej, usług oraz większych skupisk miejsc pracy. Spółdzielnie mieszkaniowe (np. Pomorska SM), a potem deweloperzy stawiali na Górzyskowie budynki wielorodzinne mające charakter plomb wśród istniejącej zabudowy, bądź też osiedla postmodernistycznych bloków. Wskutek rozwoju budownictwa mieszkaniowego wzrastała liczba ludności, co stało się podstawą do administracyjnego wydzielenia Górzyskowa (1999) oraz ustanowienia rady osiedla. W latach 2004–2010 dokonano utwardzenia niemal wszystkich ulic lokalnych na terenie osiedla.
We wrześniu 2015 wyburzono 3 charakterystyczne budynki, zlokalizowane przy ul. Szubińskiej (nr 11, 13 i 15).
W latach 2019–2020 przy szkole podstawowej nr 12 na ul. Kcyńskiej kosztem ponad 18,5 mln zł powstała hala sportowa z salami terapeutycznymi do rehabilitacji.

## Rada Osiedla
Początkowo Górzyskowo administracyjnie należało do osiedla Szwederowo. 24 listopada 1999 r. mocą uchwały Rady Miasta Bydgoszczy nr XVII/509/99 zostało wydzielone jako samodzielna jednostka pomocnicza samorządu Miasta Bydgoszczy. Rada Osiedla Górzyskowo mieści się przy ul. Gnieźnieńskiej 21.

## Infrastruktura

### Oświata
- Szkoła Podstawowa nr 12  – ul. Kcyńska 49 Strona
- Zespół Szkół nr 32 mieści Szkołę Podstawową nr 61 i Przedszkole nr 24 – ul. Krucza 5a Strona

### Obiekty sakralne
- Kościół pw. NMP Matki Kościoła
- Cmentarz Komunalny (zał. 1892) – ul. Kcyńska
- Cmentarz katolicki Matki Bożej Nieustającej Pomocy (zał. 1924) – ul. Kossaka

### Obiekty sportowo-rekreacyjne
- zespół typu Orlik 2012 – ul. Kcyńska 49
- plac zabaw - ul. Kcyńska 49

Osiedle posiada ścieżkę rowerową biegnącą wzdłuż ul. Szubińskiej. Studium transportowe, opracowane dla miasta, do 2015 roku przewiduje realizację wielu połączeń w obszarze osiedla.

## Ulice
- Wschodnia część osiedla:

Bielicka - od nr 26 do końca, Ciechocińska, Czackiego, Gackowskiego, Halicka, Inowrocławska, Leszczyńskiego - od nr 85 i nr 88 do końca, Mylna, Skrajna, Sokołów Bydgoskich, Ustrzycka.
- Zachodnia część osiedla:

Brandta, Fałata, Gersona (w l. 2017 i - odcinek Grobla - Skorupki - w 2018 w ramach budżetu obywatelskiego wybrana przez mieszkańców do utwardzenia), Gnieźnieńska, Gołębia, Grobla, Ikara, Jaskółcza, Kcyńska, Konopczyńskiego, Kossaka - od nr 23 i nr 10 do końca, Krucza, Łabiszyńska Orłowskiego, Pawia, Piękna - od nr 2 do końca, Potockiego, Skorupki - od nr 85 i nr 66 do końca, Strzelecka, Szubińska - od nr 23 do końca, Żwirki i Wigury